# جون س. بيمبرتون
جون س. بيمبرتون (بالإنجليزية: John C. Pemberton)‏ هو عسكري أمريكي، ولد في 10 أغسطس 1814 في فيلادلفيا في الولايات المتحدة، وتوفي في 13 يوليو 1881 في Lower Gwynedd Township, Pennsylvania ‏ في الولايات المتحدة.

## وصلات خارجية
- جون س. بيمبرتون على موقع الموسوعة البريطانية (الإنجليزية)